# Francisco López Cardosa
Francisco López Cardosa (Alcazarquivir, Protectorado español de Marruecos, 18 de junio de 1933 - Málaga, España, 29 de octubre de 2010) fue un futbolista español que se desempeñaba como defensa.

## Clubes
| Club              | País   | Año       |
| ----------------- | ------ | --------- |
| C.A. Tetuán       | España | 1953-1956 |
| C.A. Ceuta        | España | 1956-1961 |
| R. C. D. Mallorca | España | 1962-1964 |
| Córdoba C.F.      | España | 1963-1969 |